# Richard Croker
Richard Welstead Croker (Ardfield, 24 de noviembre de 1843 - Stillorga, 29 de abril de 1922), conocido como "Boss Croker", fue un jefe político irlandés-estadounidense líder de Tammany Hall en Nueva York. Su control sobre la ciudad se consolidó con la elección en 1897 de Robert A. Van Wyck como el primer alcalde de los cinco boroughs. Durante su mandato como "Gran Sachem" (que rea como se refería oficialmente al líder de Tammany Hall), Boss Croker se ganó una reputación de corrupción y crueldad y fue objeto de frecuentes investigaciones. A medida que su poder disminuía tras las elecciones de 1900 y 1901, Croker renunció a su cargo y regresó a Irlanda, donde pasó el resto de su vida.